# Lupinus aureonitens
Lupinus aureonitens är en ärtväxtart som beskrevs av William Jackson Hooker och George Arnott Walker Arnott. Lupinus aureonitens ingår i släktet lupiner, och familjen ärtväxter. Inga underarter finns listade i Catalogue of Life.